# Широкий фронт (Перу)
«Широкий фронт» (исп. Frente Amplio) — политическая коалиция левых партий и движений Перу. 

## История
Коалиция «Широкий фронт» была зарегистрирована как политическая партия в марте 2012 года в Национальном совете по выборам. В июле 2012 года пять конгрессменов партии «Народное действие», четыре депутата, которые были избраны от «Перу побеждает», и один депутат, перешедший из «Силы 2011», перешли в Широкий фронт, сформировав объединённую парламентскую группу под названием «Народное действие - Широкий фронт». 
В июне 2013 года организация была преобразована в «Широкий фронт за справедливость, жизнь и свободу» (исп. El Frente Amplio por Justicia, Vida y Libertad). В 2015 году Вероника Мендоса была избрана кандидатом в президенты от Фронта на всеобщих выборах 2016 года.
На выборах в Конгресс 2016 года Широкий фронт получил 13,9 % голосов и 20 из 130 мест. Кандидат в президенты Фронта Мендоса заняла третье место, набрав 18,7 % бюллетеней.
24–25 сентября 2016 года в Лиме альянс провёл свой 2-й Национальный конгресс. Вероника Мендоса в 2017 году создала собственную партию «Новое Перу», обособленную от Широкого фронта.

## Участие в выборах

### Парламентские выборы
| Год выборов | Голосов   | %       | Конгресс Республики |
| ----------- | --------- | ------- | ------------------- |
| 2016        | 1 700 052 | 13,94 % | 20 из 130           |

### Президентские выборы
| Год выборов | Кандидат         | Голоса    | %       | Голоса  | %       | Результат |
| Год выборов | Кандидат         | 1-й тур   | 1-й тур | 2-й тур | 2-й тур | Результат |
| ----------- | ---------------- | --------- | ------- | ------- | ------- | --------- |
| 2016        | Вероника Мендоса | 2 874 940 | 18,74   | —       | —       | 3-е место |